# 784 Пікерінгія
784 Пікерінгія (784 Pickeringia) — астероїд головного поясу, відкритий 20 березня 1914 року.
Тіссеранів параметр щодо Юпітера — 3,143.
Названо на честь американських астрономів братів Еварда Пікерінґа (1848—1919) та Вільяма Пікерінґа (1858—1938).